# 图们国境大桥
42°57′17″N 129°51′01″E / 42.9548°N 129.8502°E

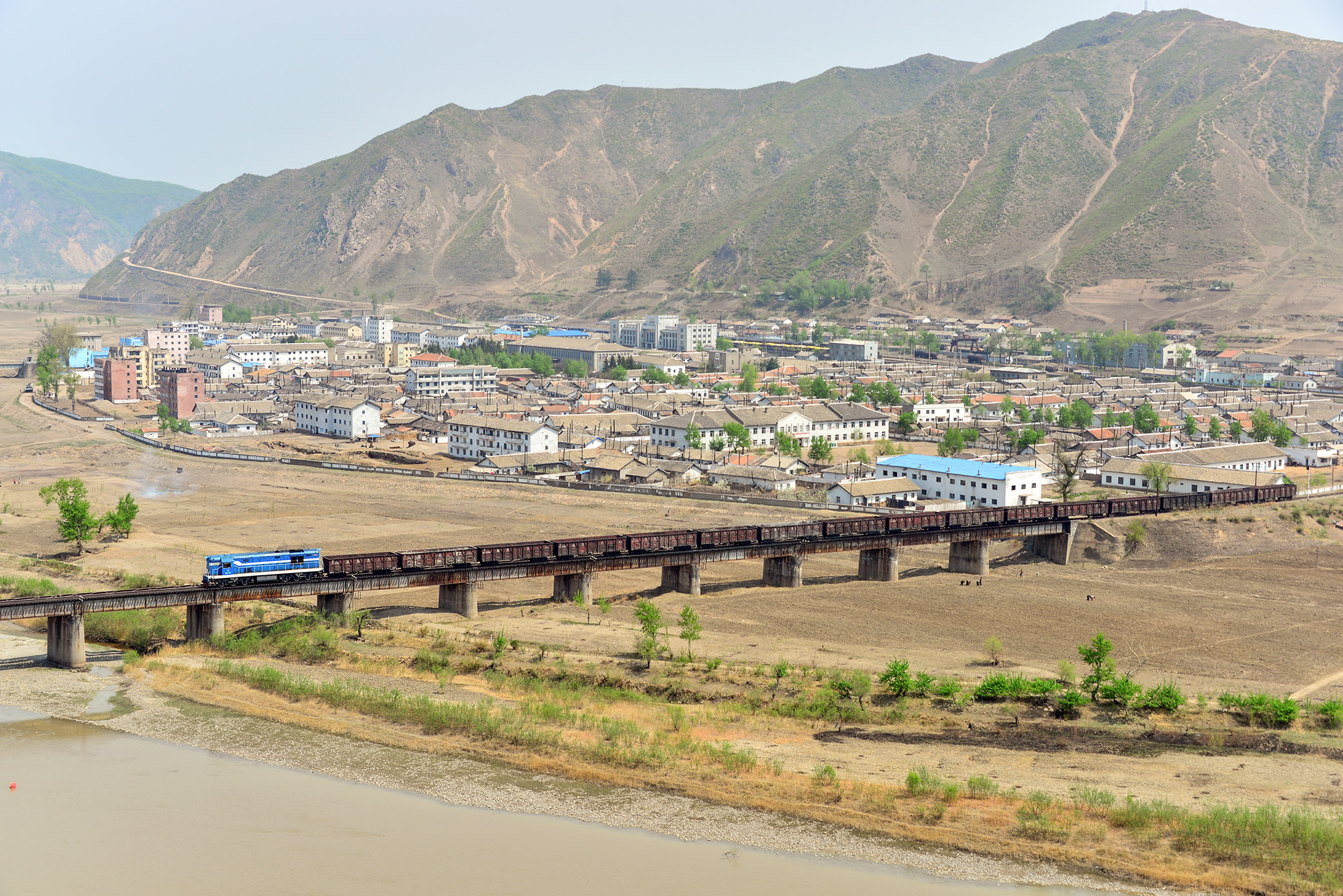
圖門國境大橋

图们国境大桥，是橫跨豆滿江連接中國大陸吉林省圖們市和朝鮮咸鏡北道穩城郡南陽區的跨國大橋。
該橋建於1941年，全長515米、高6米、闊6米。橋的開端設於圖們口岸，朝鮮戰爭時中國人民志願軍就是從這里入朝鮮半島作戰。